# Lophoceros fasciatus

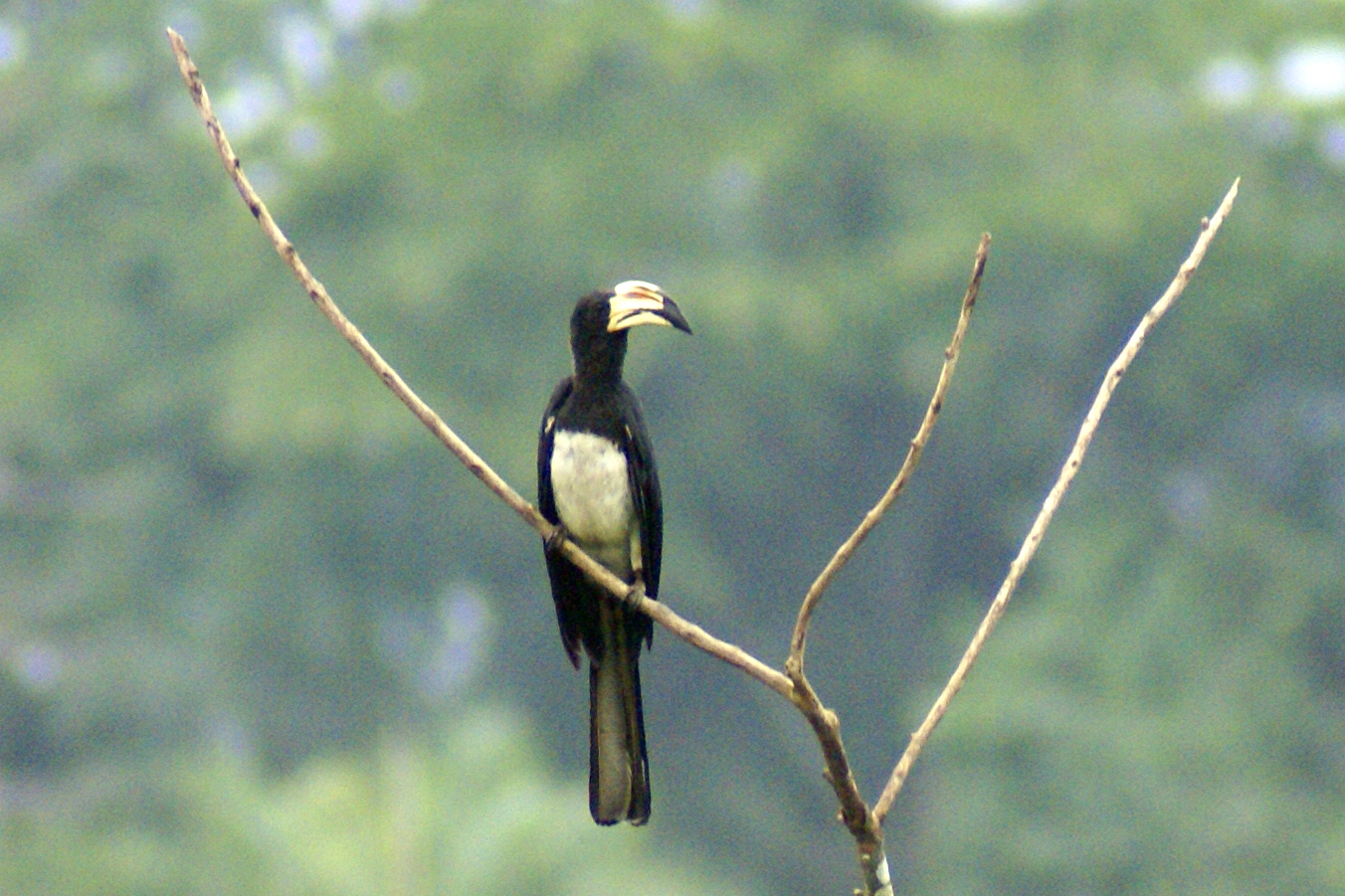
Esemplare in Ghana.

Il buceretto bianco e nero (Lophoceros fasciatus (Shaw, 1811)) è un uccello della famiglia dei Bucerotidi originario di gran parte dell'Africa occidentale e centrale.

## Descrizione

### Dimensioni
Misura 50 cm di lunghezza, per un peso di 250-316 g nel maschio e di 227-260 g nella femmina.

### Aspetto
Questo piccolo bucero ha le parti superiori nere dai riflessi brillanti e quelle inferiori interamente bianche. Il maschio della sottospecie nominale ha lunghe timoniere esterne, bianche su tutta la loro lunghezza. Il becco è giallo chiaro con, sulla punta, una macchia color rosso scuro che continua sul casco e lungo il margine tagliente del becco formando delle linee. La pelle orbitale e la piccola area di pelle nuda sotto la gola sono blu scuro. La femmina è più piccola; il suo becco ha un casco di dimensioni più ridotte e presenta una macchia nera, anziché rossa. La piccola macchia golare è arancione. I giovani hanno un piccolo becco giallo chiaro senza casco. Sulla coda, solo le estremità delle timoniere esterne sono bianche.
Nella sottospecie semifasciatus, di dimensioni inferiori rispetto alla sottospecie nominale, solo la punta delle timoniere esterne è bianca e i segni sul becco sono neri e meno estesi negli esemplari di entrambi i sessi.

### Voce
Forma una superspecie con il buceretto di Bradfield e il buceretto codabianca ed è anche molto simile, dal punto di vista delle vocalizzazioni, al buceretto di Hemprich. Emette lo stesso richiamo fischiante di tutte queste specie e adotta le stesse posture e gli stessi rituali quando canta, sollevando la testa e tenendo le ali chiuse.

## Biologia
I buceretti bianchi e neri sono probabilmente sedentari e adottano un comportamento territoriale nella maggior parte della loro area di distribuzione. Al di fuori del periodo di nidificazione, formano grandi bande che possono raggiungere i 70 individui che vagano attraverso gli habitat più aridi in cerca di cibo. In linea generale, perlustrano attentamente il territorio volando al di sopra del fogliame, ad altezze piuttosto elevate. Inseguono gli insetti al di sopra della canopia, ad altitudini comprese tra 30 e 50 metri, ma sono anche in grado di scendere più in basso e persino di atterrare sul terreno per alimentarsi. I frutti impiegano più di un'ora per essere digeriti, mentre i semi vengono evacuati pressoché intatti, il che facilita la loro germinazione. Quando si riposano, i buceretti bianchi e neri si riuniscono sugli alberi da frutto e spesso costituiscono dormitori comunitari.

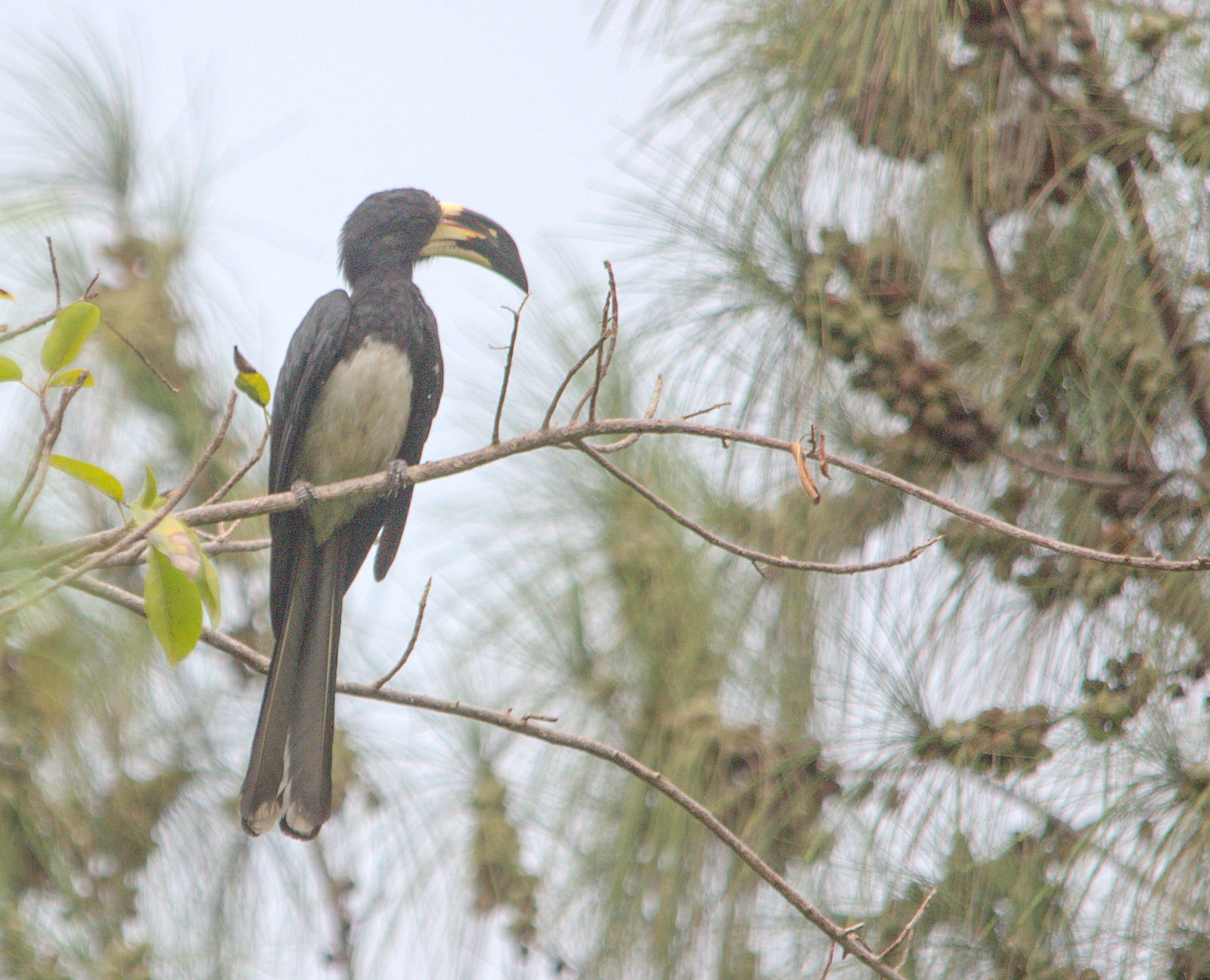
Esemplare in Gambia.

### Alimentazione
I buceretti bianchi e neri si nutrono principalmente di insetti e di frutti, in proporzione quasi uguale. Catturano anche ragni e piccoli vertebrati come rane arboricole, lucertole, topi, pipistrelli e piccoli pulcini presi da altri nidi. Consumano una grande varietà di frutti provenienti da almeno 14 famiglie differenti, compresi quelli della palma da olio. La componente vegetale rappresenta circa il 40% della dieta.

### Riproduzione
Riguardo alle abitudini riproduttive, sono state raccolte finora solo poche informazioni. Il buceretto bianco e nero nidifica generalmente durante i mesi più secchi: ad agosto in Senegal, da settembre ad aprile in Liberia e da novembre ad aprile nel resto dell'Africa occidentale. In Africa centrale, le date differiscono leggermente: da settembre a febbraio in Gabon, in marzo-aprile e a settembre in Uganda e da luglio a settembre nella Repubblica Democratica del Congo. Il nido è collocato nella cavità naturale di un albero, ad un'altezza che varia da 9 a 38 metri, spesso ad un'altezza superiore nelle foreste primarie. La femmina ottura da sola l'ingresso utilizzando i propri escrementi. Le nidiate più consistenti contengono 4 uova. Il maschio si incarica di nutrire la nidiata e porta al nido tra le 6 e le 12 prede ogni ora. Durante il suo periodo di reclusione, la femmina effettua simultaneamente la muta delle remiganti e delle timoniere, il che la rende temporaneamente incapace di volare. Tuttavia, emerge dalla cavità prima dei nidiacei e aiuta quindi il partner a nutrire i giovani.

## Distribuzione e habitat

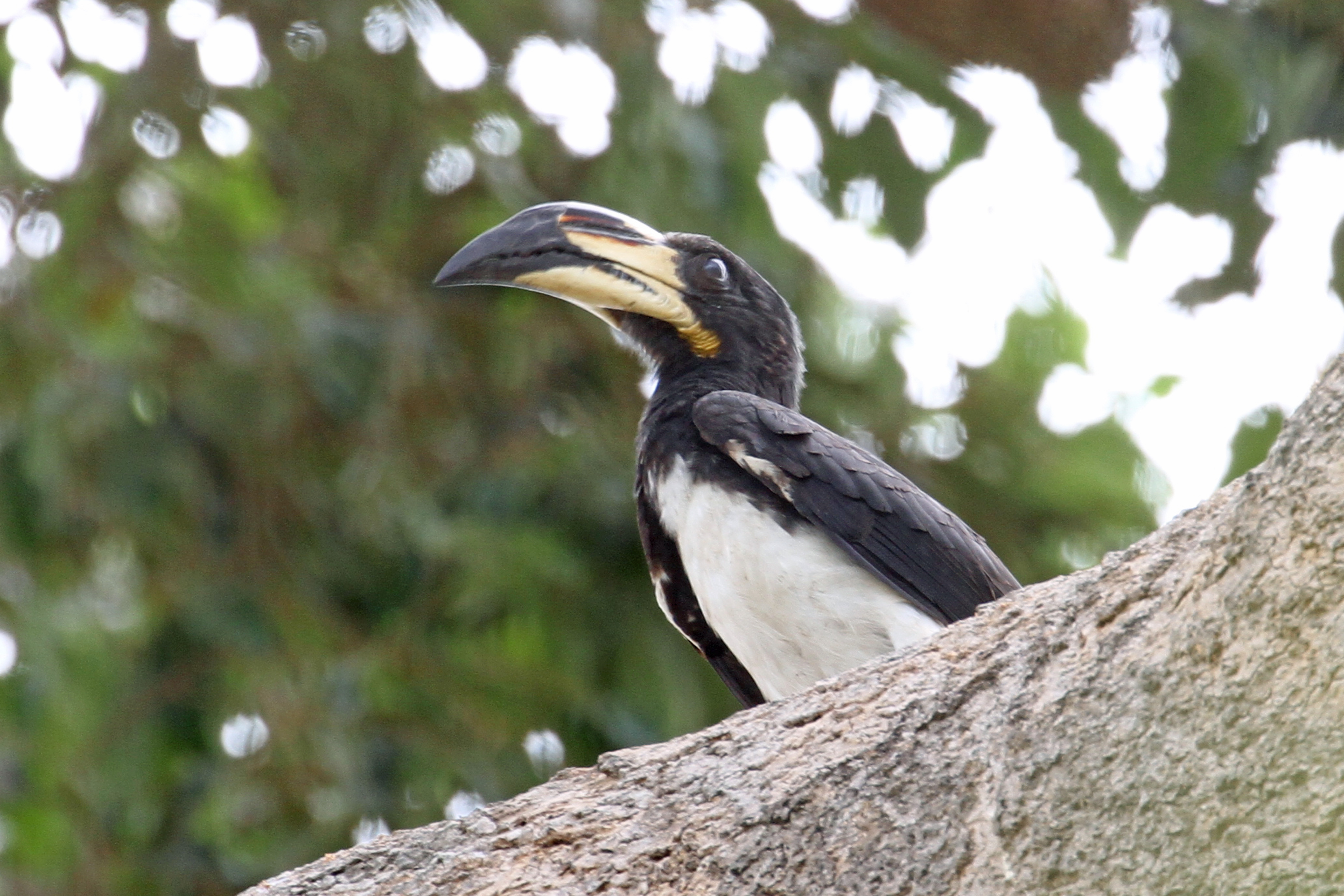
Esemplare in Gambia.

I buceretti bianchi e neri vivono nelle foreste sempreverdi di pianura e nelle zone di foresta secondaria che si trovano ai loro bordi. Frequentano anche le foreste a galleria e le aree boschive fitte costituite da alberi decidui. In epoca recente, hanno colonizzato le piantagioni di palma da olio (Elaeis guineensis) e i vari alberi isolati che occupano i terreni agricoli. Si incontrano dal livello del mare fino a 900 m di altitudine. Questa specie endemica dell'Africa occidentale e centrale occupa un areale piuttosto simile a quello del buceretto nano beccorosso e del buceretto di Hartlaub, sebbene sia più esteso in direzione ovest e sud.

## Tassonomia
Ne vengono riconosciute due sottospecie, talvolta considerate due specie a sé:
- L. f. semifasciatus (Hartlaub, 1855), diffusa dal Senegal fino alla Nigeria sud-occidentale;
- L. f. fasciatus (Shaw, 1812), diffusa dalla Nigeria sud-orientale e dal Ciad meridionale fino all'Uganda ad est e all'Angola settentrionale e alla Repubblica Democratica del Congo centrale a sud.

## Conservazione
La specie non è minacciata a livello globale. Un po' dappertutto è persino diffusa, localmente comune o molto comune. È uno dei pochi buceri che risiedono abitualmente nelle foreste di pianura in grado di adattarsi alle foreste secondarie e persino alle aree boschive che hanno subito un profondo degrado. Di conseguenza, ha guadagnato o colonizzato nuovi habitat. Le sue capacità di cercare cibo nella canopia e di spostarsi hanno inoltre aumentato ulteriormente la sua adattabilità. Questo uccello occupa un ruolo chiave nella dispersione dei semi.